# Kohautia tenuis
Kohautia tenuis là một loài thực vật có hoa trong họ Thiến thảo. Loài này được (Bowdich) Mabb. mô tả khoa học đầu tiên năm 1978.